# Wirbelwind
Flakpanzer IV Wirbelwind (niem. trąba powietrzna) – niemieckie samobieżne działo przeciwlotnicze z okresu II wojny światowej zbudowane na podwoziu czołgu PzKpfw IV. Produkowane od maja do listopada 1944 jako następca działa Möbelwagen w zakładach Ostbau Werke w Żaganiu. Do produkcji wykorzystywano podwozia czołgów PzKpfw IV (często starszych wersji F i G) uszkodzonych w walce i wysłanych na tyły do naprawy.
W modelu tym zastąpiono wieżyczkę czołgu PzKpfw IV wielokątną, otwartą od góry wieżyczką z zamontowanymi czterema działami Flak 38 kalibru 20 milimetrów. Montaż zamkniętej wieżyczki okazał się niemożliwy ze względu na dużą ilość dymu wytwarzanego przez działa. Dzięki możliwości obrotu wieżyczki we wszystkie strony i dobrej widoczności z przedziału bojowego, była to bardzo skuteczna broń do walki z piechotą. Wkrótce okazało się, że zastosowane działa kalibru 20 milimetrów nie są już wystarczające i podjęto produkcję działa Ostwind z lepszym uzbrojeniem kalibru 37 milimetrów.
Różne źródła podają, że zostało wyprodukowanych od 87 do 105 sztuk dział Wirbelwind – było to jednak zbyt mało, aby odegrały one znaczniejszy udział w wojnie.

## Galeria

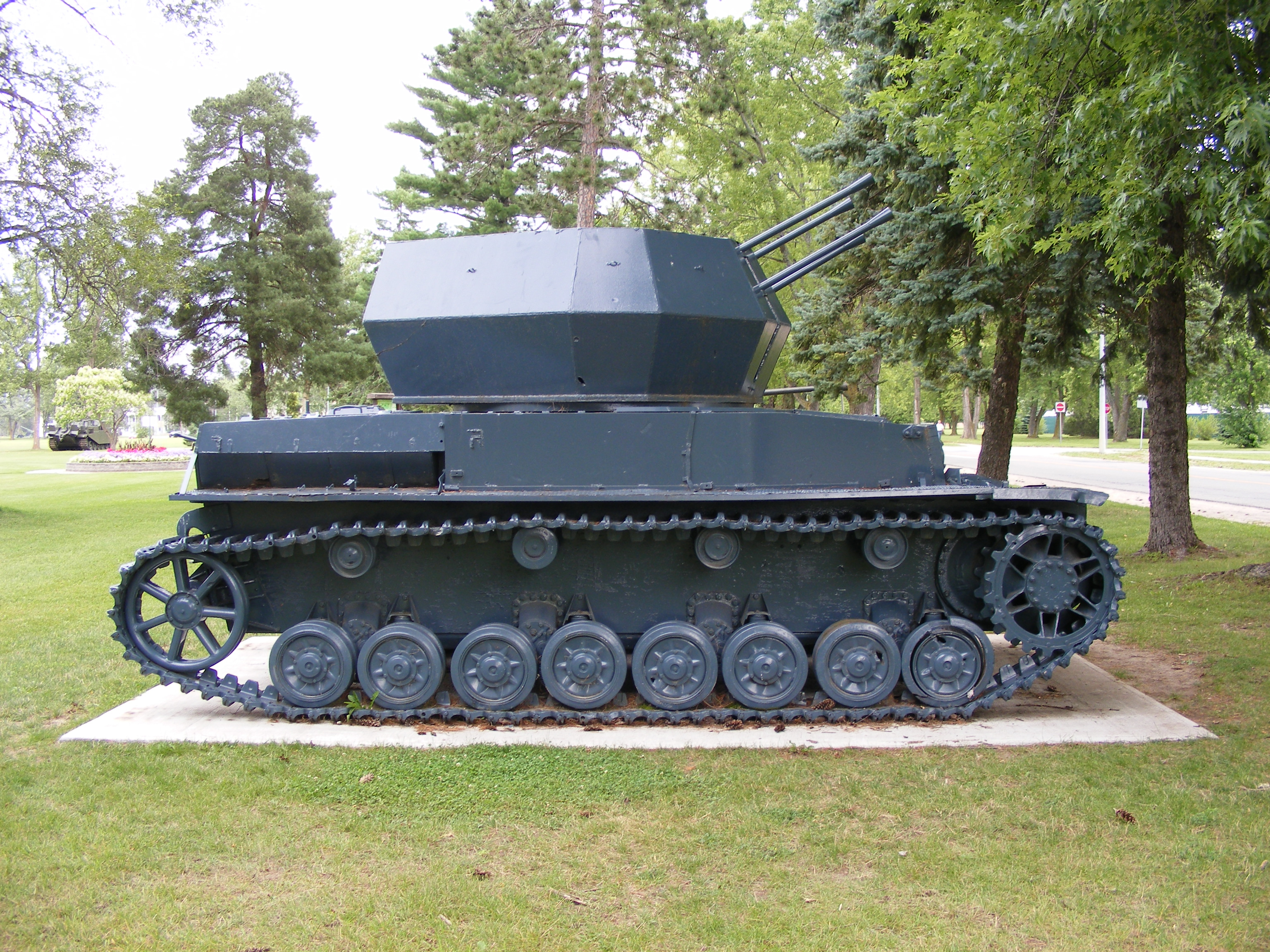
Wirbelwind w Base Borden Military Museum, jedyny zachowany egzemplarz na świecie
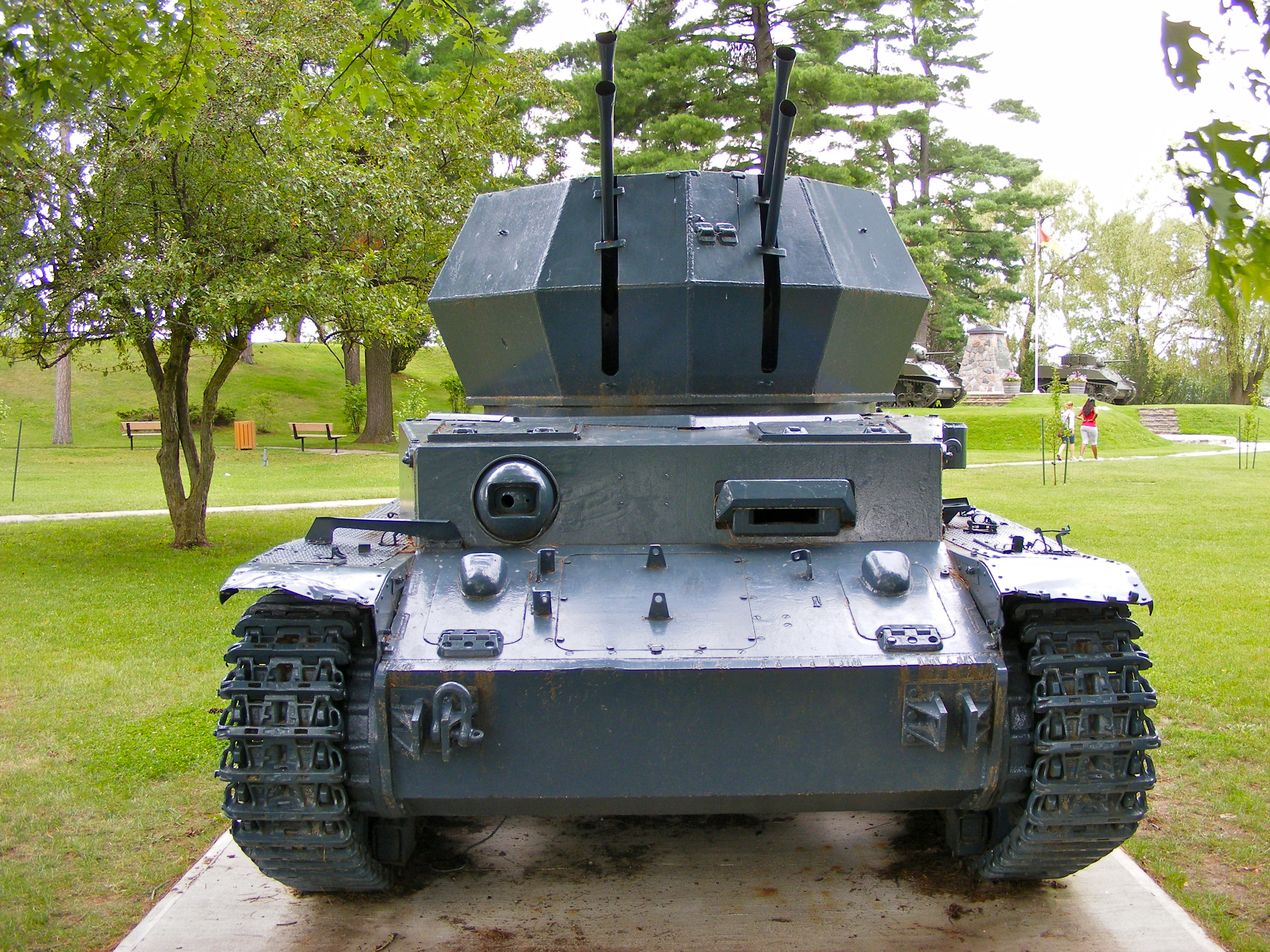
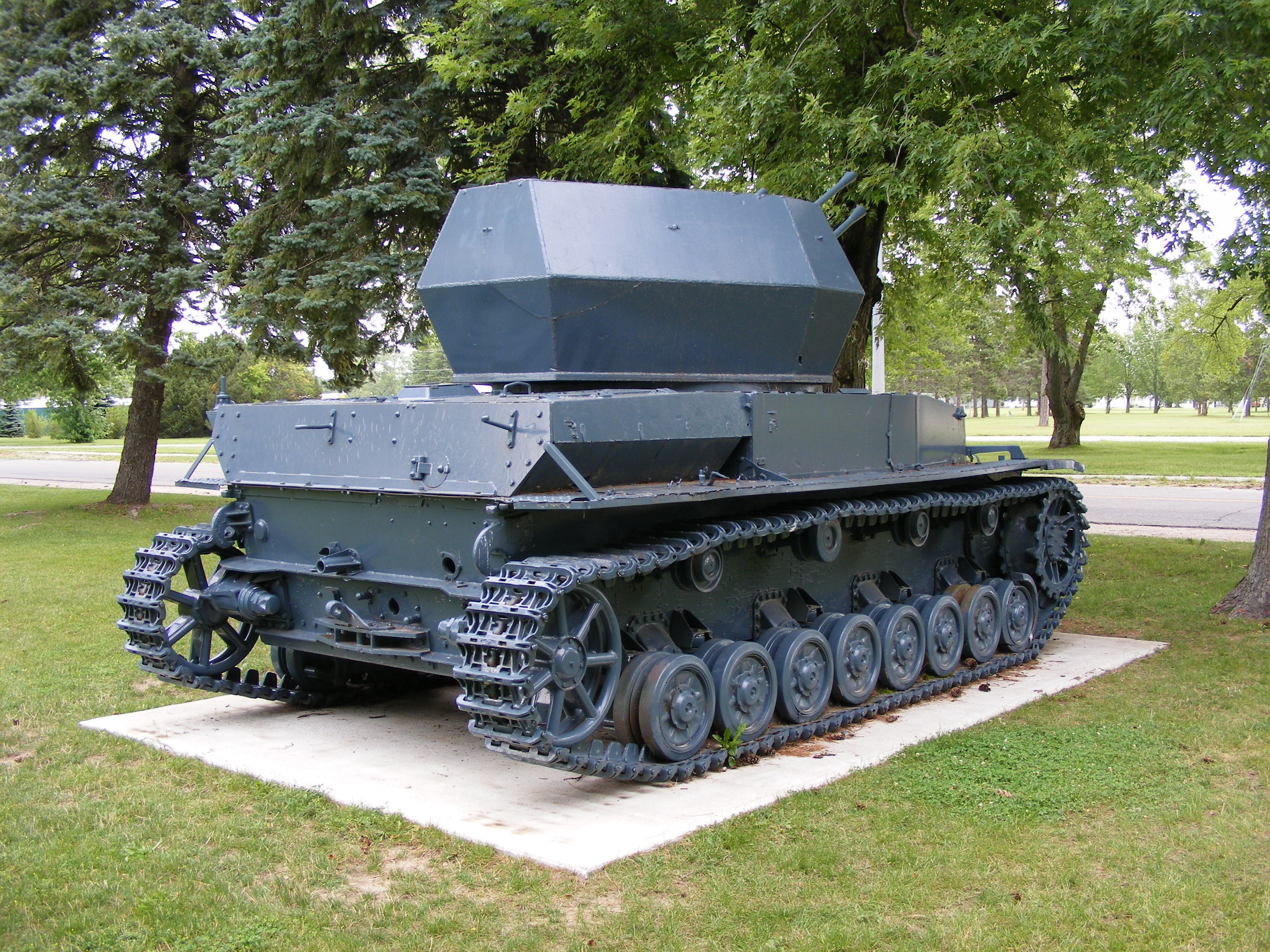
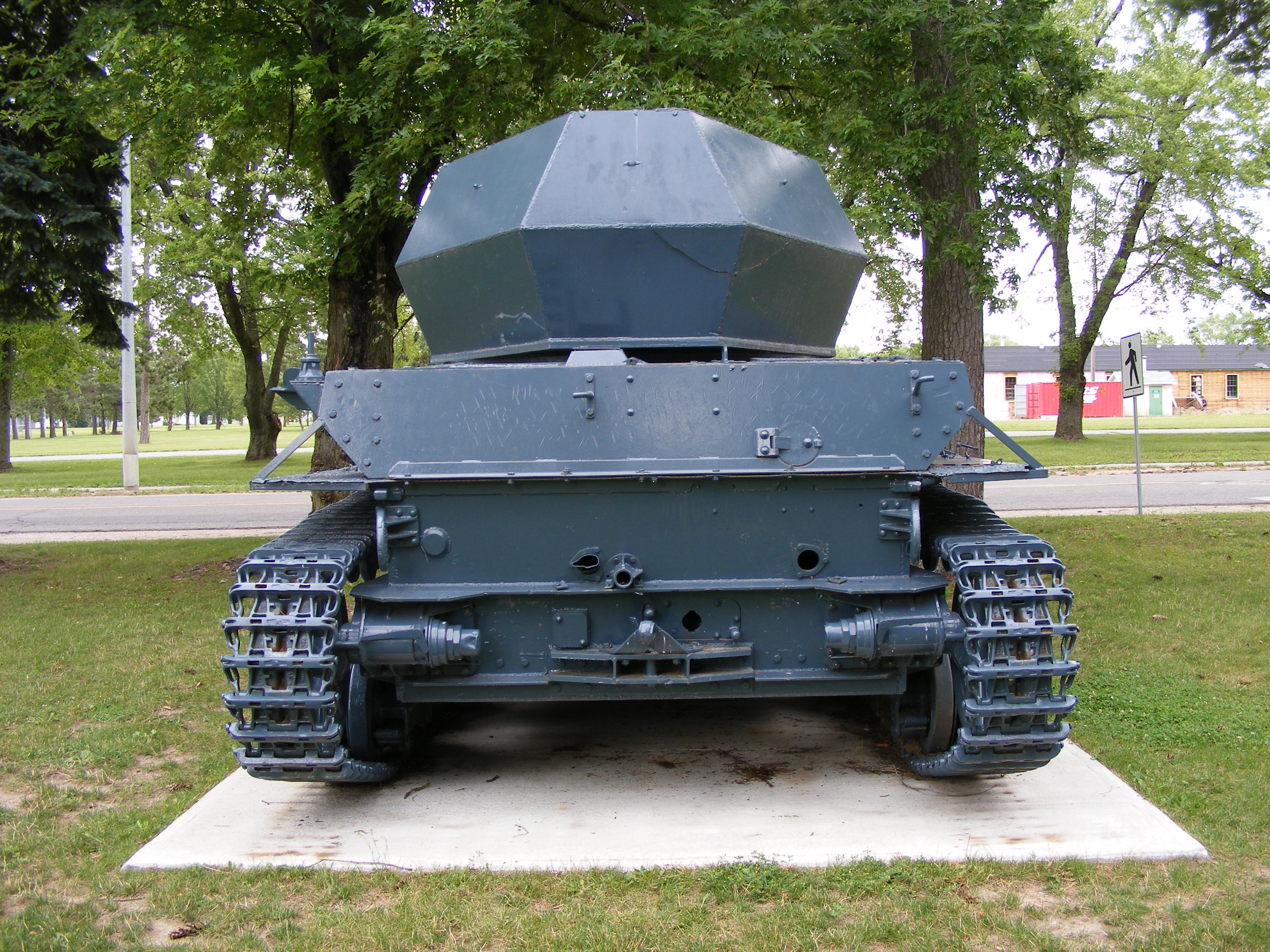